# الینگن (پرنتسلاو)
الینگن (به آلمانی: Ellingen) یک منطقهٔ مسکونی در آلمان است که در پرنتسلاو واقع شده‌است. الینگن ۹۰ نفر جمعیت دارد.